# Liste der Naturdenkmale in Schönfeld (Landkreis Meißen)
Die Liste der Naturdenkmale in Schönfeld (Landkreis Meißen) nennt die Naturdenkmale in Schönfeld im sächsischen Landkreis Meißen.

## Definition
„Naturdenkmäler sind rechtsverbindlich festgesetzte Einzelschöpfungen der Natur oder entsprechende Flächen bis zu fünf Hektar, deren besonderer Schutz erforderlich ist
1. aus wissenschaftlichen, naturgeschichtlichen oder landeskundlichen Gründen oder
2. wegen ihrer Seltenheit, Eigenart oder Schönheit.“

„§ 18 – Naturdenkmäler – (zu § 28 BNatSchG)
(1) Die Erklärung nach § 22 Abs. 1 BNatSchG von Teilen von Natur und Landschaft als Naturdenkmal erfolgt durch Rechtsverordnung oder Einzelanordnung.
(2) Über § 28 Abs. 1 BNatSchG hinaus können Naturdenkmäler zur Sicherung von Lebensgemeinschaften oder Lebensstätten von im Bestand gefährdeten oder streng geschützten Arten festgesetzt werden.“

## Liste
Diese Auflistung unterscheidet zwischen Flächennaturdenkmalen (FND) mit einer Fläche bis zu 5 ha (bei Verordnung nach DDR-Recht auch mehr) und Einzel-Naturdenkmalen (ND).
Link zu einem Kartenansichtstool, um Koordinaten zu setzen.
| Bild                          | Bezeichnung                                      | Lage                                                    | Beschreibung | Datum | Nummer |
| ----------------------------- | ------------------------------------------------ | ------------------------------------------------------- | --- | ----- | ------ |
| BW                            | Stieleiche mit Efeu am Wallgraben in Linz        | Linz (51° 20′ 35,5″ N, 13° 44′ 6″ O)                    | |       | RG 080 |
| BW                            | 7 Eichen bei Liega                               | Liega (51° 19′ 9,5″ N, 13° 44′ 48,6″ O)                 | |       | RG 092 |
| BW                            | 8 Stieleichen (Dammeichen) am Neuteich Schönfeld | Schönfeld (51° 18′ 38″ N, 13° 43′ 10″ O)                | |       | RG 192 |
| Fotos hochladen               | Stieleiche am Schäferteich Schönfeld             | Schönfeld (51° 18′ 21″ N, 13° 42′ 54″ O)                | |       | RG 193 |
| BW                            | Zwei Stieleichen an der Fasanerie Schönfeld      | Schönfeld (51° 19′ 18″ N, 13° 42′ 54″ O)                | |       | RG 215 |
| BW                            | Traubeneiche an der Dammmühlenstrasse            | (51° 17′ 3,3″ N, 13° 41′ 7″ O)                          | |       | RG 334 |
| BW                            | Weißtannenhorst im Tiergarten bei Linz           | Linz (51° 20′ 15,5″ N, 13° 44′ 37,5″ O)                 | |       | RG 356 |
| BW                            | Rotbuche im Langen Grund bei Linz                | Linz (51° 19′ 56,7″ N, 13° 44′ 57,4″ O)                 | |       | RG 358 |
| BW                            | Traubeneiche in den Dürrwiesen Schönfeld         | Schönfeld (51° 17′ 58″ N, 13° 41′ 23″ O)                | |       | RG 570 |
| BW                            | Stieleiche im Norden der Dürrwiesen Schönfeld    | Schönfeld (51° 17′ 56,8″ N, 13° 41′ 7,9″ O)             | |       | RG 571 |
| BW                            | Stieleiche in den Dürrwiesen Schönfeld           | Schönfeld (51° 17′ 54,7″ N, 13° 41′ 5,6″ O)             | |       | RG 572 |
| BW                            | Feuchtwald an der Fasanerie Schönfeld            | Schönfeld (51° 19′ 19,2″ N, 13° 43′ 2,9″ O)             | Fläche ca. 3,98 ha. |       | RG 032 |
| mehr Fotos \| Fotos hochladen | Oberer Kieperteich                               | Schönfeld, Thiendorf (51° 21′ 58,2″ N, 13° 49′ 30,3″ O) | Fläche ca. 4,31 ha. Lage im Landschaftsschutzgebiet Strauch-Ponickauer Höhenrücken; östlich von Böhla b. Ortrand und nördlich von Naundorf b. Ortrand an der Grenze zu Brandenburg. Der Teich liegt in der Gemeinde Schönfeld, die östlichen Uferzonen befinden sich in der Gemeinde Thiendorf. |       | RG 081 |
| BW                            | Steinbruch im Sergk                              | Böhla, Naundorf (51° 20′ 44,6″ N, 13° 42′ 48,4″ O)      | Fläche ca. 0,74 ha. |       | RG 084 |
| BW                            | Sergkteich Linz                                  | Linz (51° 20′ 45,9″ N, 13° 43′ 25″ O)                   | Fläche ca. 0,76 ha. |       | RG 088 |
| BW                            | Löhnerts Wiese Linz                              | Linz (51° 20′ 36,3″ N, 13° 43′ 52,1″ O)                 | Fläche ca. 1,68 ha. |       | RG 134 |
| BW                            | Goldgrubenteiche Linz                            | Linz (51° 19′ 44,8″ N, 13° 43′ 15,3″ O)                 | Fläche ca. 4,24 ha. |       | RG 135 |
| BW                            | Jägergrabentälchen im Sergk                      | Linz (51° 20′ 46,2″ N, 13° 43′ 13,2″ O)                 | Fläche ca. 4,72 ha. |       | RG 136 |
| mehr Fotos \| Fotos hochladen | Weißer Berg Böhla                                | Böhla b. Ortrand (51° 21′ 34,4″ N, 13° 46′ 34,7″ O)     | Fläche ca. 3,69 ha. |       | RG 152 |